# Prosopocoilus fruhstorferi neervoorti
Prosopocoilus fruhstorferi neervoorti es una subespecie de coleóptero de la familia Lucanidae.

## Distribución geográfica
Habita en Sumbawa (Indonesia).